# Oh!演歌
Oh!演歌（おう えんか）は新潟放送で放送されている、演歌専門のラジオ番組。公式ページでは毎週日曜放送となっているが、ミュージックポストなどの公開録音が同じ時間帯に放送されることが多いため、1ヶ月近く放送がない事も珍しくない。同様の理由で30分の短縮バージョンとなることもある。リクエストは、リスナーの年齢層によりハガキが中心。

## 放送時間
- 日曜 16:25~17:25(JST)

## パーソナリティ
- 喜谷知純

## 主な番組内コーナー
- 週間演歌ベスト10 - リスナーからのリクエストなどを基準に、番組独自でランキングを作成。
- 今週の一押し - 新曲発表の際には、歌手本人からの告知が放送されることもある。
- リクエストコーナー